# Washington Township (Darke County, Ohio)
Washington Township ist eines von 20 Townships des Darke Countys im US-Bundesstaat Ohio. Nach der Volkszählung im Jahr 2000 waren hier 1382 Einwohner registriert.

## Geografie
Washington Township liegt im äußersten Westen des Darke Countys im Westen von Ohio, grenzt im Westen an Indiana und im Uhrzeigersinn an die Townships: Jackson Township, Brown Township, Greenville Township, Liberty Township, Greensfork Township im Randolph County (Indiana) und Wayne Township (Randolph County, Indiana).

## Verwaltung
Das Township wird durch ein Board of Trustees, bestehend aus drei gewählten Mitgliedern, verwaltet. Zwei Personen werden jeweils im Jahr nach der Präsidentschaftswahl gewählt und eine jeweils im Jahr davor. Die Amtszeit dauert in der Regel vier Jahre und beginnt jeweils am 1. Januar. Daneben gibt es noch einen Township Clerk (zuständig für Finanzen und Budget), der ebenfalls im Jahr vor der Präsidentschaftswahl auf eine vierjährige Amtszeit gewählt wird. Dessen Amtszeit beginnt jeweils am 1. April.